# Список главных тренеров сборной СССР по футболу

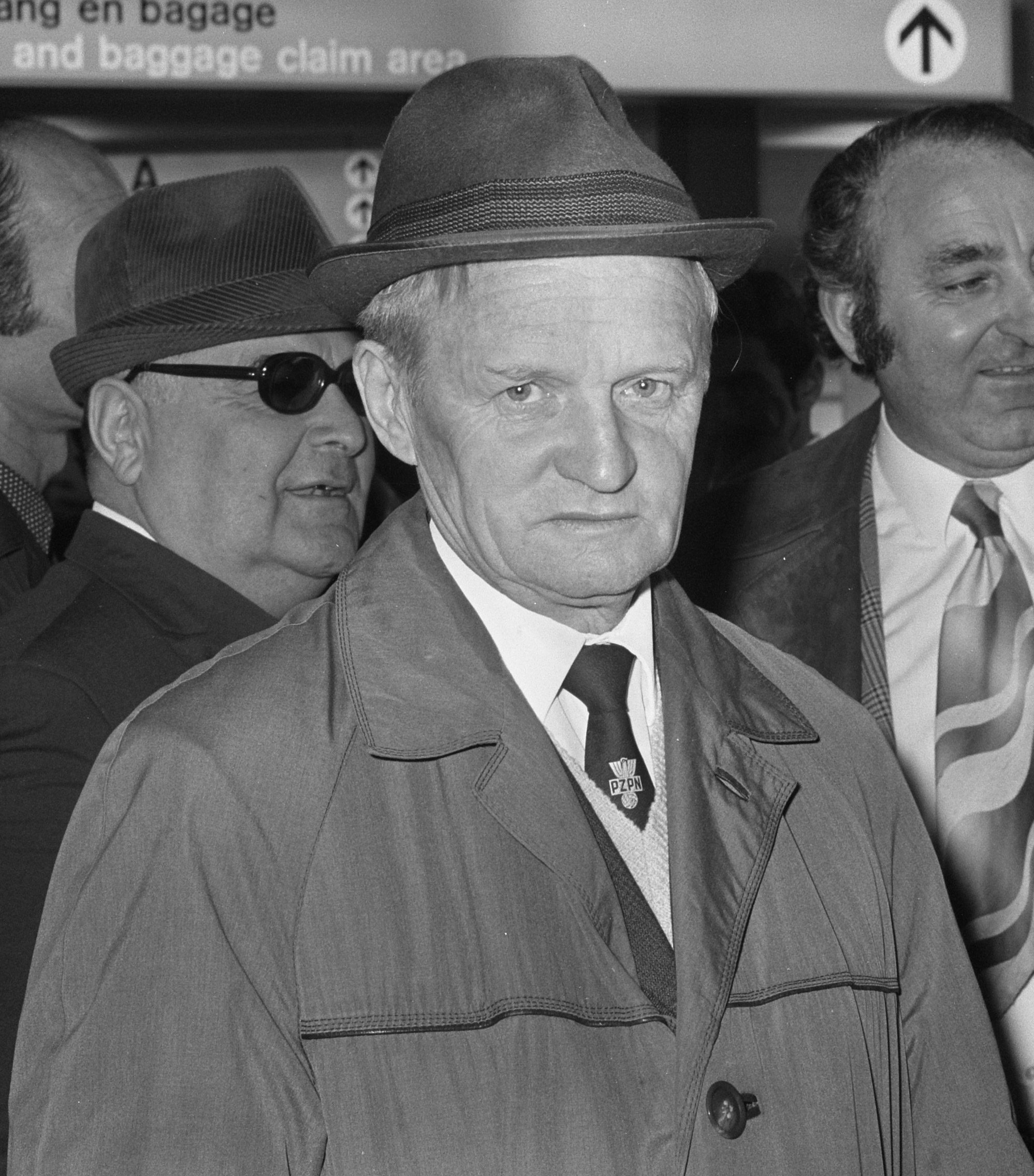
Гавриил Качалин — самый титулованный тренер сборной СССР

Ниже представлен список главных тренеров национальной сборной СССР по футболу, их статистика и достижения в сборной.
Сборная СССР была впервые сформирована в ноябре 1924 года. В первом международном товарищеском матче 16 ноября 1924 года она выиграла в Москве у сборной Турции — 3:0. Первым тренером команды стал Михаил Козлов, однако в первом поединке значился в документах как «представитель». Проведя ещё один официальный международный матч в 1925 году, вплоть до 1935 года сборная СССР ограничивалась только неофициальными товарищескими матчами, в которых ею продолжал руководить Козлов. В 1936—1951 годах сборная СССР не проводила матчей.
За время существования сборной её тренировали 19 специалистов, все они представляли СССР. К международным титулам команду приводил только Гавриил Качалин, под руководством которого советская сборная выиграла летние Олимпийские игры 1956 года и чемпионат Европы 1960 года. Под его же руководством сборная СССР трижды выходила в четвертьфинал чемпионатов мира — в 1958, 1962 и 1970 годах. Высшего результата на чемпионатах мира, заняв 4-е место в 1966 году, советская сборная добилась под руководством Николая Морозова. На чемпионатах Европы помимо победы в 1960 году сборная СССР заняла 2-е место в 1964-м с Константином Бесковым, в 1972-м с Александром Пономарёвым и в 1988-м с Валерием Лобановским. На летних Олимпийских играх кроме золота в 1956 году советская команда (главный, а не молодёжный состав) стала бронзовым призёром в 1972-м с Александром Пономарёвым и в 1980-м с Валерием Лобановским.
Рекордсменом по числу матчей во главе сборной СССР (77) стал Валерий Лобановский.
Последний матч сборная СССР провела 13 ноября 1991 года в Ларнаке, выиграв у сборной Кипра — 3:0. Командой руководил Анатолий Бышовец.

## Список тренеров
Список основан на хронологии работы тренеров сборной СССР по футболу в официальных матчах. Для каждого периода работы приводятся даты первого матча под его руководством и последнего перед уходом, а также количество проведённых игр, выигранных, завершившихся вничью и проигранных матчей, процент одержанных побед. В столбце «Турниры» указаны результаты выступления сборной СССР в период работы тренера на крупнейших международных турнирах: чемпионатах мира, чемпионатах Европы и летних Олимпийских играх. В случае, если сборная СССР под руководством тренера не участвовала в указанных соревнованиях, в столбце проставляется прочерк.
Условные обозначения:
- ЧМ — чемпионат мира
- ЧЕ — чемпионат Европы
- ОИ — летние Олимпийские игры

| №  | Тренер              | Фото | Первый матч      | Последний матч   | И  | В  | Н | П | % В  | Турниры                                | Прим.                |
| -- | ------------------- | ---- | ---------------- | ---------------- | -- | -- | - | - | ---- | -------------------------------------- | -------------------- |
| 1  | Михаил Козлов       |      | 16 ноября 1924   | 15 мая 1925      | 2  | 2  | 0 | 0 | 100  | —                                      | [ 4 ]                |
| 2  | Борис Аркадьев      |      | 15 июля 1952     | 22 июля 1952     | 3  | 1  | 1 | 1 | 33,3 | ОИ-52: 1/8 финала                      | [ 18 ] [ 19 ]        |
| 3  | Василий Соколов     |      | 8 сентября 1954  | 26 сентября 1954 | 2  | 1  | 1 | 0 | 50   | —                                      | [ 20 ] [ 21 ]        |
| 4  | Гавриил Качалин     |      | 26 июня 1955     | 22 октября 1958  | 34 | 22 | 6 | 6 | 64,7 | ОИ-56: 1-е место ЧМ-58: 1/4 финала     | [ 7 ] [ 22 ]         |
| 5  | Георгий Глазков     |      | 6 сентября 1959  | 6 сентября 1959  | 1  | 1  | 0 | 0 | 100  | —                                      | [ 23 ] [ 24 ]        |
| 6  | Михаил Якушин       |      | 27 сентября 1959 | 3 октября 1959   | 2  | 2  | 0 | 0 | 100  | —                                      | [ 25 ] [ 26 ]        |
| 7  | Гавриил Качалин     |      | 19 мая 1960      | 10 июня 1962     | 22 | 16 | 2 | 4 | 72,7 | ЧЕ-60: 1-е место ЧМ-62: 1/4 финала     | [ 7 ] [ 22 ]         |
| 8  | Никита Симонян      |      | 22 мая 1963      | 22 мая 1963      | 1  | 0  | 0 | 1 | 0    | —                                      | [ 27 ] [ 28 ]        |
| 9  | Константин Бесков   |      | 22 сентября 1963 | 21 июня 1964     | 9  | 4  | 4 | 1 | 44,4 | ЧЕ-64: 2-е место                       | [ 29 ] [ 30 ]        |
| 10 | Николай Морозов     |      | 11 октября 1964  | 11 октября 1964  | 1  | 0  | 0 | 1 | 0    | —                                      | [ 31 ] [ 32 ]        |
| 11 | Никита Симонян      |      | 4 ноября 1964    | 4 ноября 1964    | 1  | 0  | 1 | 0 | 0    | —                                      | [ 27 ] [ 28 ]        |
| 12 | Николай Морозов     |      | 22 ноября 1964   | 1 ноября 1966    | 30 | 15 | 9 | 6 | 50   | ЧМ-66: 4-е место                       | [ 31 ] [ 32 ]        |
| 13 | Михаил Якушин       |      | 10 мая 1967      | 1 августа 1968   | 28 | 16 | 7 | 5 | 57,1 | ЧЕ-68: 4-е место                       | [ 25 ] [ 26 ] [ 33 ] |
| 14 | Гавриил Качалин     |      | 20 февраля 1969  | 14 июня 1970     | 18 | 9  | 7 | 2 | 50   | ЧМ-70: 1/4 финала                      | [ 7 ] [ 22 ]         |
| 15 | Валентин Николаев   |      | 28 октября 1970  | 27 октября 1971  | 13 | 8  | 5 | 0 | 81,3 | —                                      | [ 34 ] [ 35 ]        |
| 16 | Александр Пономарёв |      | 29 марта 1972    | 29 марта 1972    | 1  | 0  | 1 | 0 | 0    | —                                      | [ 36 ] [ 37 ]        |
| 17 | Николай Гуляев      |      | 19 апреля 1972   | 26 мая 1972      | 4  | 2  | 1 | 1 | 50   | —                                      | [ 38 ] [ 39 ]        |
| 18 | Александр Пономарёв |      | 7 июня 1972      | 18 июня 1972     | 3  | 2  | 0 | 1 | 66,7 | ЧЕ-72: 2-е место                       | [ 36 ] [ 37 ]        |
| 19 | Герман Зонин        |      | 29 июня 1972     | 6 июля 1972      | 3  | 1  | 0 | 2 | 33,3 | —                                      | [ 40 ] [ 41 ]        |
| 20 | Александр Пономарёв |      | 16 июля 1972     | 18 октября 1972  | 11 | 6  | 3 | 2 | 54,5 | ОИ-72: 3-е место                       | [ 36 ] [ 37 ]        |
| 21 | Евгений Горянский   |      | 28 марта 1973    | 17 октября 1973  | 10 | 3  | 2 | 5 | 30   | —                                      | [ 42 ] [ 43 ]        |
| 22 | Константин Бесков   |      | 17 апреля 1974   | 30 октября 1974  | 3  | 1  | 0 | 2 | 33,3 | —                                      | [ 29 ] [ 30 ]        |
| 23 | Валерий Лобановский |      | 2 апреля 1975    | 29 июля 1976     | 19 | 11 | 4 | 4 | 57,9 | ОИ-76: 3-е место                       | [ 44 ] [ 45 ]        |
| 24 | Валентин Николаев   |      | 28 ноября 1976   | 1 декабря 1976   | 2  | 0  | 1 | 1 | 0    | —                                      | [ 34 ] [ 35 ]        |
| 25 | Никита Симонян      |      | 20 марта 1977    | 4 июля 1979      | 27 | 17 | 4 | 6 | 63,0 | —                                      | [ 27 ] [ 28 ]        |
| 26 | Константин Бесков   |      | 5 сентября 1979  | 12 сентября 1979 | 2  | 1  | 0 | 1 | 50   | —                                      | [ 29 ] [ 30 ]        |
| 27 | Олег Базилевич      |      | 14 октября 1979  | 14 октября 1979  | 1  | 1  | 0 | 0 | 100  | —                                      | [ 46 ] [ 47 ]        |
| 28 | Константин Бесков   |      | 31 октября 1979  | 4 июля 1982      | 26 | 16 | 8 | 2 | 61,5 | ЧМ-82: 2-е место в группе на 2-м этапе | [ 29 ] [ 30 ] [ 48 ] |
| 29 | Валерий Лобановский |      | 13 октября 1982  | 13 ноября 1983   | 10 | 6  | 3 | 1 | 60   | —                                      | [ 44 ] [ 45 ]        |
| 30 | Эдуард Малофеев     |      | 28 марта 1984    | 7 мая 1986       | 25 | 14 | 3 | 8 | 56   | —                                      | [ 49 ] [ 50 ]        |
| 31 | Валерий Лобановский |      | 2 июня 1986      | 20 февраля 1988  | 18 | 9  | 6 | 3 | 50   | ЧМ-86: 1/8 финала                      | [ 44 ] [ 45 ]        |
| 32 | Никита Симонян      |      | 23 марта 1988    | 23 марта 1988    | 1  | 1  | 0 | 0 | 100  | —                                      | [ 27 ] [ 28 ]        |
| 33 | Юрий Морозов        |      | 31 марта 1988    | 27 апреля 1988   | 3  | 1  | 1 | 1 | 33,3 | —                                      | [ 51 ] [ 52 ]        |
| 34 | Валерий Лобановский |      | 1 июня 1988      | 25 июня 1988     | 6  | 4  | 1 | 1 | 66,7 | ЧЕ-88: 2-е место                       | [ 44 ] [ 45 ]        |
| 35 | Юрий Морозов        |      | 17 августа 1988  | 17 августа 1988  | 1  | 0  | 1 | 0 | 0    | —                                      | [ 51 ] [ 52 ]        |
| 36 | Валерий Лобановский |      | 31 августа 1988  | 18 июня 1990     | 24 | 13 | 4 | 7 | 54,2 | ЧМ-90: 3-е место в группе              | [ 44 ] [ 45 ]        |
| 37 | Анатолий Бышовец    |      | 29 августа 1990  | 13 ноября 1991   | 18 | 9  | 5 | 4 | 50   | —                                      | [ 53 ] [ 54 ]        |

## Статистика

### По турнирам
В списке приводится общее количество официальных матчей, сыгранное сборной СССР по футболу под руководством каждого из тренеров, с количеством побед, ничьих и поражений. Кроме того, для каждого специалиста указано число товарищеских матчей, а также игр в отборочных и финальных турнирах чемпионатов Европы, чемпионатов мира и летних Олимпийских игр. В случае, если сборная СССР под руководством тренера не проводила матчей в той или иной категории, в ней проставляется прочерк. Тренеры располагаются в хронологическом порядке, основанном на дате первого матча, проведённого сборной СССР под их началом.
| М | количество сыгранных матчей | В | количество выигранных матчей | Н | количество ничьих | П | количество проигранных матчей |

| Тренер              | Всего матчей | Товарищеские матчи | Товарищеские матчи | Товарищеские матчи | Товарищеские матчи | Отбор на чемпионат Европы | Отбор на чемпионат Европы | Отбор на чемпионат Европы | Отбор на чемпионат Европы | Чемпионат Европы | Чемпионат Европы | Чемпионат Европы | Чемпионат Европы | Отбор на чемпионат мира | Отбор на чемпионат мира | Отбор на чемпионат мира | Отбор на чемпионат мира | Чемпионат мира | Чемпионат мира | Чемпионат мира | Чемпионат мира | Отбор на Олимпийские игры | Отбор на Олимпийские игры | Отбор на Олимпийские игры | Отбор на Олимпийские игры | Олимпийские игры | Олимпийские игры | Олимпийские игры | Олимпийские игры | Прим.                                                        |
| Тренер              | Всего матчей | М                  | В                  | Н                  | П                  | М                         | В                         | Н                         | П                         | М                | В                | Н                | П                | М                       | В                       | Н                       | П                       | М              | В              | Н              | П              | М                         | В                         | Н                         | П                         | М                | В                | Н                | П                |                                                              |
| ------------------- | ------------ | ------------------ | ------------------ | ------------------ | ------------------ | ------------------------- | ------------------------- | ------------------------- | ------------------------- | ---------------- | ---------------- | ---------------- | ---------------- | ----------------------- | ----------------------- | ----------------------- | ----------------------- | -------------- | -------------- | -------------- | -------------- | ------------------------- | ------------------------- | ------------------------- | ------------------------- | ---------------- | ---------------- | ---------------- | ---------------- | ------------------------------------------------------------ |
| Михаил Козлов       | 2            | 2                  | 2                  | 0                  | 0                  | —                         | —                         | —                         | —                         | —                | —                | —                | —                | —                       | —                       | —                       | —                       | —              | —              | —              | —              | —                         | —                         | —                         | —                         | —                | —                | —                | —                | [ 1 ] [ 5 ]                                                  |
| Борис Аркадьев      | 3            | —                  | —                  | —                  | —                  | —                         | —                         | —                         | —                         | —                | —                | —                | —                | —                       | —                       | —                       | —                       | —              | —              | —              | —              | —                         | —                         | —                         | —                         | 3                | 1                | 1                | 1                | [ 55 ]                                                       |
| Василий Соколов     | 2            | 2                  | 1                  | 1                  | 0                  | —                         | —                         | —                         | —                         | —                | —                | —                | —                | —                       | —                       | —                       | —                       | —              | —              | —              | —              | —                         | —                         | —                         | —                         | —                | —                | —                | —                | [ 56 ]                                                       |
| Гавриил Качалин     | 74           | 38                 | 20                 | 10                 | 8                  | —                         | —                         | —                         | —                         | 3                | 3                | 0                | 0                | 13                      | 11                      | 1                       | 1                       | 13             | 7              | 3              | 3              | 2                         | 2                         | 0                         | 0                         | 5                | 4                | 1                | 0                | [ 8 ] [ 9 ] [ 10 ] [ 57 ] [ 58 ] [ 59 ] [ 60 ] [ 61 ] [ 62 ] |
| Георгий Глазков     | 1            | 1                  | 1                  | 0                  | 0                  | —                         | —                         | —                         | —                         | —                | —                | —                | —                | —                       | —                       | —                       | —                       | —              | —              | —              | —              | —                         | —                         | —                         | —                         | —                | —                | —                | —                | [ 63 ]                                                       |
| Михаил Якушин       | 30           | 15                 | 8                  | 6                  | 1                  | 6                         | 5                         | 0                         | 1                         | 5                | 2                | 1                | 2                | —                       | —                       | —                       | —                       | —              | —              | —              | —              | 4                         | 3                         | 0                         | 1                         | —                | —                | —                | —                | [ 63 ] [ 64 ] [ 65 ]                                         |
| Никита Симонян      | 30           | 22                 | 15                 | 3                  | 4                  | 4                         | 1                         | 2                         | 1                         | —                | —                | —                | —                | 4                       | 2                       | 0                       | 2                       | —              | —              | —              | —              | —                         | —                         | —                         | —                         | —                | —                | —                | —                | [ 12 ] [ 14 ] [ 66 ] [ 67 ] [ 68 ] [ 69 ]                    |
| Константин Бесков   | 40           | 18                 | 11                 | 5                  | 2                  | 3                         | 0                         | 1                         | 2                         | 6                | 3                | 2                | 1                | 8                       | 6                       | 2                       | 0                       | 5              | 2              | 2              | 1              | —                         | —                         | —                         | —                         | —                | —                | —                | —                | [ 12 ] [ 15 ] [ 66 ] [ 69 ] [ 70 ] [ 71 ] [ 72 ]             |
| Николай Морозов     | 31           | 19                 | 6                  | 9                  | 4                  | —                         | —                         | —                         | —                         | —                | —                | —                | —                | 6                       | 5                       | 0                       | 1                       | 6              | 4              | 0              | 2              | —                         | —                         | —                         | —                         | —                | —                | —                | —                | [ 11 ] [ 12 ] [ 73 ]                                         |
| Валентин Николаев   | 15           | 9                  | 4                  | 4                  | 1                  | 6                         | 4                         | 2                         | 0                         | —                | —                | —                | —                | —                       | —                       | —                       | —                       | —              | —              | —              | —              | —                         | —                         | —                         | —                         | —                | —                | —                | —                | [ 10 ] [ 74 ] [ 75 ]                                         |
| Александр Пономарёв | 15           | 4                  | 1                  | 3                  | 0                  | —                         | —                         | —                         | —                         | 2                | 1                | 0                | 1                | 2                       | 1                       | 0                       | 1                       | —              | —              | —              | —              | —                         | —                         | —                         | —                         | 7                | 5                | 1                | 1                | [ 13 ]                                                       |
| Николай Гуляев      | 4            | 2                  | 1                  | 0                  | 1                  | —                         | —                         | —                         | —                         | 2                | 1                | 1                | 0                | —                       | —                       | —                       | —                       | —              | —              | —              | —              | —                         | —                         | —                         | —                         | —                | —                | —                | —                | [ 13 ]                                                       |
| Герман Зонин        | 3            | 3                  | 1                  | 0                  | 2                  | —                         | —                         | —                         | —                         | —                | —                | —                | —                | —                       | —                       | —                       | —                       | —              | —              | —              | —              | —                         | —                         | —                         | —                         | —                | —                | —                | —                | [ 13 ]                                                       |
| Евгений Горянский   | 10           | 7                  | 1                  | 1                  | 5                  | —                         | —                         | —                         | —                         | —                | —                | —                | —                | 3                       | 2                       | 1                       | 0                       | —              | —              | —              | —              | —                         | —                         | —                         | —                         | —                | —                | —                | —                | [ 76 ]                                                       |
| Валерий Лобановский | 77           | 31                 | 16                 | 8                  | 7                  | 19                        | 13                        | 4                         | 2                         | 7                | 3                | 2                | 2                | 8                       | 4                       | 3                       | 1                       | 7              | 3              | 1              | 3              | —                         | —                         | —                         | —                         | 5                | 4                | 0                | 1                | [ 14 ] [ 72 ] [ 75 ] [ 77 ] [ 78 ] [ 79 ] [ 80 ] [ 81 ]      |
| Олег Базилевич      | 1            | 1                  | 1                  | 0                  | 0                  | —                         | —                         | —                         | —                         | —                | —                | —                | —                | —                       | —                       | —                       | —                       | —              | —              | —              | —              | —                         | —                         | —                         | —                         | —                | —                | —                | —                | [ 69 ]                                                       |
| Эдуард Малофеев     | 25           | 17                 | 10                 | 1                  | 6                  | —                         | —                         | —                         | —                         | —                | —                | —                | —                | 8                       | 4                       | 2                       | 2                       | —              | —              | —              | —              | —                         | —                         | —                         | —                         | —                | —                | —                | —                | [ 79 ] [ 82 ] [ 83 ]                                         |
| Юрий Морозов        | 4            | 4                  | 1                  | 2                  | 1                  | —                         | —                         | —                         | —                         | —                | —                | —                | —                | —                       | —                       | —                       | —                       | —              | —              | —              | —              | —                         | —                         | —                         | —                         | —                | —                | —                | —                | [ 14 ]                                                       |
| Анатолий Бышовец    | 18           | 10                 | 4                  | 2                  | 4                  | —                         | —                         | —                         | —                         | 8                | 5                | 3                | 0                | —                       | —                       | —                       | —                       | —              | —              | —              | —              | —                         | —                         | —                         | —                         | —                | —                | —                | —                | [ 81 ] [ 84 ]                                                |

### По продолжительности пребывания на посту главного (старшего) тренера
Список основан на количестве дней, которые тот или иной специалист провёл на посту главного (старшего) тренера сборной СССР по футболу: учитывается период между датой первого и последнего официальных матчей под его началом.
Рекордсмен по продолжительности пребывания на посту главного тренера сборной СССР — Гавриил Качалин. Суммарно, если учитывать три периода его работы, он занимал эту должность 2445 дней. Ниже приведена таблица с указанием продолжительности работы только главных тренеров сборной в порядке её уменьшения. Учтены только те специалисты, которые возглавляли сборную не менее 100 дней.
| №  | Тренер              | Количество дней | Периоды работы | Прим.         |
| -- | ------------------- | --------------- | --- | ------------- |
| 1  | Гавриил Качалин     | 2445            | 26 июня 1955 — 22 октября 1958 19 мая 1960 — 10 июня 1962 20 февраля 1969 — 14 июня 1970                                                              | [ 7 ] [ 22 ]  |
| 2  | Валерий Лобановский | 2188            | 2 апреля 1975 — 29 июля 1976 13 октября 1982 — 13 ноября 1983 2 июня 1986 — 20 февраля 1988 1 июня 1988 — 25 июня 1988 31 августа 1988 — 18 июня 1990 | [ 44 ] [ 45 ] |
| 3  | Константин Бесков   | 1453            | 22 сентября 1963 — 21 июня 1964 17 апреля 1974 — 30 октября 1974 5 сентября 1979 — 12 сентября 1979 31 октября 1979 — 4 июля 1982                     | [ 29 ] [ 30 ] |
| 4  | Никита Симонян      | 839             | 22 мая 1963 — 22 мая 1963 4 ноября 1964 — 4 ноября 1964 20 марта 1977 — 4 июля 1979 23 марта 1988 — 23 марта 1988                                     | [ 27 ] [ 28 ] |
| 5  | Эдуард Малофеев     | 770             | 28 марта 1984 — 7 мая 1986 | [ 49 ] [ 50 ] |
| 6  | Николай Морозов     | 710             | 11 октября 1964 — 11 октября 1964 22 ноября 1964 — 1 ноября 1966                                                                                      | [ 51 ] [ 52 ] |
| 7  | Михаил Якушин       | 455             | 27 сентября 1959 — 3 октября 1959 10 мая 1967 — 1 августа 1968                                                                                        | [ 25 ] [ 26 ] |
| 8  | Анатолий Бышовец    | 441             | 29 августа 1990 — 13 ноября 1991 | [ 53 ] [ 54 ] |
| 9  | Валентин Николаев   | 367             | 28 октября 1970 — 27 октября 1971 28 ноября 1976 — 1 декабря 1976                                                                                     | [ 34 ] [ 35 ] |
| 10 | Евгений Горянский   | 203             | 28 марта 1973 — 17 октября 1973 | [ 42 ] [ 43 ] |
| 11 | Михаил Козлов       | 180             | 16 ноября 1924 — 15 мая 1925 | [ 4 ]         |
| 12 | Александр Пономарёв | 106             | 29 марта 1972 — 29 марта 1972 7 июня 1972 — 18 июня 1972 16 июля 1972 — 18 октября 1972                                                               | [ 36 ] [ 37 ] |